# Martinov (Vlkovice)
Martinov (in tedesco Martnau) è una frazione di Vlkovice, comune ceco del distretto di Cheb, nella regione di Karlovy Vary.

## Geografia fisica
Il villaggio si trova a 2 km a sud-est di Vlkovice. Nel villaggio sono state registrate 30 abitazioni, nelle quali vivono 17 persone.
Altri comuni limitrofi sono Chotěnov ed Úšovice ad ovest, Stanoviště, Ovesné Kladruby, Milhostov, Zádub, Závišín e Rájov a nord, Vysočany, Výškovice e Boněnov ad est ed Holubín, Dolní Kramolín, Pístov, Michalovy Hory, Výškov, Svatá Anna e Chodová Planá a sud.

## Società

### Evoluzione demografica
| Anno     | 1869 | 1900 | 1930 | 1950 | 1970 | 1980 | 1991 | 2001 |
| Abitanti | 132  | 119  | 144  | 49   | 23   | 18   | 14   | 17   |